# Grand Terrace
Grand Terrace è una città degli Stati Uniti d'America situata nella Contea di San Bernardino, nello Stato della California.